# アラン級海防戦艦
| アラン級海防戦艦     | アラン級海防戦艦 |
| -------------------- | --- |
| 竣工当時の「アラン」 | |
| 艦級概観             | |
| 艦種                 | 海防戦艦 |
| 艦名                 | 人名 |
| 前級                 | Dristigheten |
| 次級                 | オスカー2世 |
| 性能諸元（竣工時）   | |
| 排水量               | 常備 竣工時：3,650トン 改装後：3,592トン 満載 竣工時：3,735トン 改装後：3,840トン |
| 全長                 | 89.7m |
| 水線長               | 87.48m |
| 全幅                 | 15.0m |
| 吃水                 | 5.0m |
| 機関                 | 竣工時：ヤーロー式石炭専焼水管缶8基 +直立型三段膨張式四気筒レシプロ機関2基2軸推進 |
| 最大 出力            | 6,500hp |
| 最大 速力            | 17.0ノット |
| 航続 距離            | 15ノット/320海里 |
| 燃料                 | 石炭：300トン |
| 乗員                 | 301名 |
| 兵装                 | ボフォース 1898 21cm（44口径）単装砲2基 ボフォース 1903 15.2cm（44口径）単装速射砲6基 ボフォース 5.7cm（55口径）単装速射砲10基 ボフォース 3.7cm（35口径）単装砲2基 45cm魚雷発射管単装2基                   |
| 装甲                 | クルップ鋼 舷側：175mm（水線最厚部）、100mm（水線上部） 甲板：50mm（最厚部） 主砲塔：190mm（前盾）、140mm（側盾） 主砲バーベット部：190mm 副砲塔：125mm（前盾）、60mm（側盾） 司令塔：175～200mm（最厚部） |

アラン級海防戦艦 (スウェーデン語:Äran klass pansarskepp) は、スウェーデン海軍の海防戦艦の艦級で4隻が就役した。

## 概要
本級はスウェーデン海軍がバルト海自国の沿岸警備のために造り上げた海防戦艦である。本級は前型である「ドリヘスティン」の改良型として1888年度海軍計画に於いて一挙4隻の建造が承認され建造されたクラスである。

## 艦形

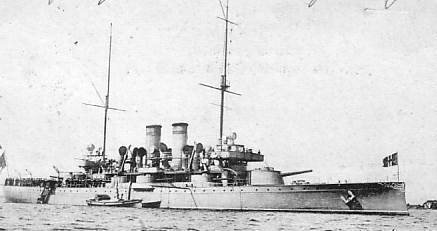
1903年に撮られた竣工時の「ヴァーサ」。

本級の基本構造は平甲板型船体で水面下に衝角の付く艦首から艦首甲板上に「1898年型 21cm（44口径）カノン砲」を収めた単装式の主砲塔が1基、その背後から上部構造物が始まり、司令塔を下部に組み込み、左右に船橋（ブリッジ）を持つ操舵艦橋が設けられ、頂上部に見張り所を持つ簡素な単脚式の前部マストが立つ。船体中央部には2本煙突が立ち、その周囲は煙管型の通風筒が立ち並び、煙突の後方は艦載艇置き場となっており、艦載艇は前後マストのボート・クレーンと2番煙突の側面に設けられた2本1組のボート・ダビッドが片舷1組ずつ計2組によって運用された。
舷側甲板上には副砲の15.2cm速射砲が単装式の砲塔に収められて片舷3基ずつ計6基が配置され、旋回する砲塔が上部構造部に干渉しないように片舷3カ所ずつ凹まされていた。その上部構造物は後部見張り所を基部とする後部マストが立った所で終了し、甲板一段分下がった後部甲板上には後ろ向きの21cm単装主砲塔の順である。この武装配置により前後方向に最大21cm砲1門・15.2cm砲2門、左右方向に最大21cm砲2門、15.2cm砲3門が指向できた。

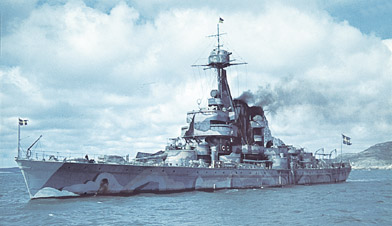
近代化改装後の「マンリゲーテン」。迷彩塗装が施され、クリッパー型艦首に速度を見誤せる白い艦首波が描かれている。

1910年に前部マストを三脚型に改造するとともに頂上部に射撃指揮所が設けられた。1930年代に「マンリゲーテン」のみボイラーを重油専焼水管缶2基に改められた。「アラン」と「タッパレーテン」は5.7cm速射砲10基と45cm魚雷発射管2門を撤去して対空火器が5.7cm（55口径）高角砲が単装砲架で4基と2.5cm単装機銃2丁、8mm（80口径）単装機銃2丁が追加された。1940年に「アラン」が5.7cm砲1基を甲板上に移動し、ボフォース4cm機関砲を単装砲架で4基と8mm連装機銃2基を搭載した。
1941年に「マンリーゲーテン」のみ艦首をクリッパー型に整形されて全長が90.2mに延伸された。艦橋構造も大型化するとともにマスト位置も後方に移動した。ボイラーも新型に換装された。対空火器として5.7cm（55口径）高角砲4基、4cm単装機関砲4基、2.5cm機関砲2基が追加された。

## 武装

### 主砲

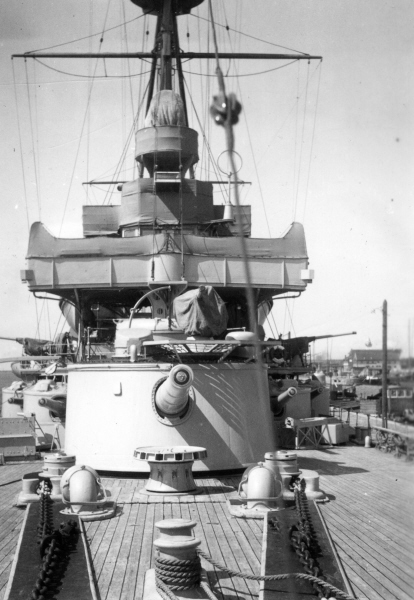
艦首から撮られた「マンリゲーテン」。

主砲はボフォース社の新設計の「1898年型 21cm（44口径）カノン砲」を採用している。その性能は重量45.8kgの砲弾を最大仰角12度で10,925mまで届かせることが出来た。俯仰能力は仰角12度・俯角5度である。さらに旋回角度は左右120度の旋回角度を持っていた。砲塔の旋回、砲身の上下・砲弾の装填の動力は電動で補助に人力を必要とした。発射速度は毎分1発である。

### 副砲、その他の備砲・雷装等

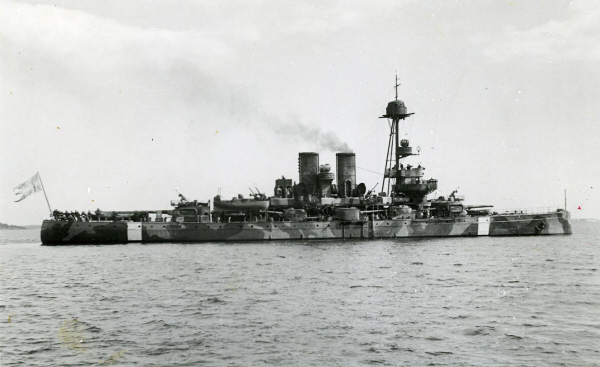
近代化改装後の「タッパレーテン」。

副砲はボフォース社の新設計の「1903年型 15.2cm（50口径）速射砲」を採用しており、この砲は同時期に建造された装甲巡洋艦「フィルギア」の主砲にも採用された。その性能は重量45.8kgの砲弾を最大仰角30度で13,716mまで届かせることが出来た。これを連装式の砲塔に収め、砲架の俯仰能力は仰角30度・俯角5度である。さらに旋回角度は左右120度の旋回角度を持っていた。砲塔の旋回、砲身の上下・砲弾の装填の動力は電動で補助に人力を必要とした。発射速度は毎分3～4発である。
その他に対水雷艇様にボフォース 5.7cm（55口径）速射砲を採用しており、この砲は同時期に建造された装甲巡洋艦「フィルギア」の備砲にも採用された。その性能は重量2.72kgの砲弾を最大仰角20度で5,000mまで届かせることが出来た。これを単装砲架で10基を搭載した。砲架の俯仰能力は仰角20度・俯角20度である。旋回角度は360度の旋回角度を持っていたが実際は上部構造物により制限を受けた。砲架の旋回、砲身の上下・砲弾の装填の動力は人力を必要とした。発射速度は毎分20発である。他に3.7cm速射砲1基を艦上構造物に装備した。他に対艦攻撃用に45cm水中魚雷発射管を単装2基装備した。

## 防御
本級は当時の列強の前弩級戦艦と同じく水線部を広範囲に防御する舷側装甲を持っていた。舷側の水線部はもっとも厚い部分で150mmであり、そこから艦首と艦尾の末端部で100mmから50mmまでテーパーした。一方、甲板防御は平坦部は25mmから35mm装甲で、舷側装甲と接続する傾斜部は50mm装甲が張られた。主砲塔は前面部が190mmで側面部は125mmで、バーベット部はもっとも厚い部分で180mmであった。副砲塔は125mm装甲が張られ、副砲塔の間の舷側部には100mm装甲が張られて副砲弾薬庫は防御されていた。

## 同型艦
- アラン (Äran)

1899年にヨーテボリ造船所にて起工、1901年8月14日進水、1902年9月7日竣工、1945年解体。
- ヴァーサ (Wasa)

1899年にストックホルム造船所にて起工、1901年5月19日進水、1902年12月6日竣工、1940年解体。
- タッペレーテン (Tapperheten)

1889年にマルメ造船所にて起工、1901年11月7日進水、1903年6月13日竣工、1947年解体。
- マンリゲーテン (Manligheten)

1901年にマルメ造船所にて起工、1903年12月1日進水、1904年12月3日竣工、1950年解体。

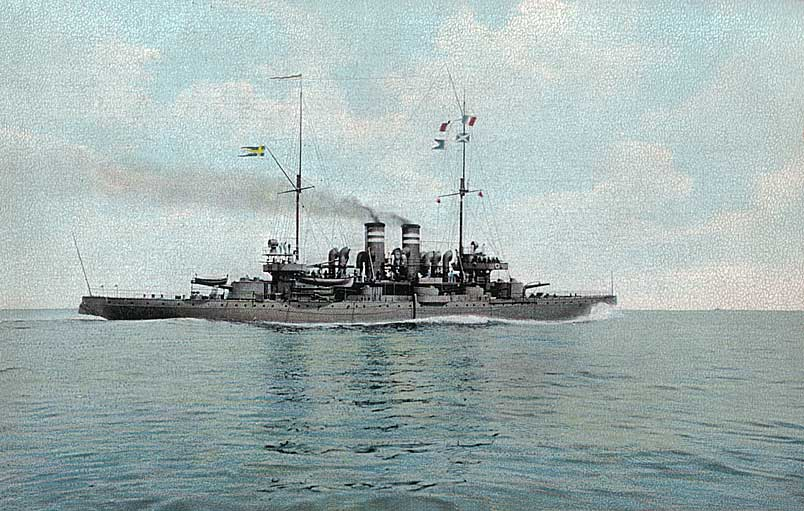
「ヴァーサ」の着色写真（1901年）
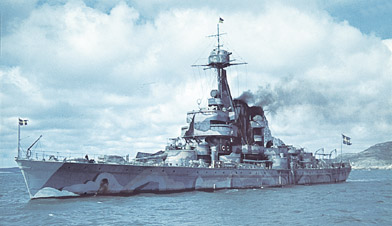
近代化改装後の「マンリゲーテン」

## 参考図書
- 「Conway All The World's Fightingships 1860-1905」（Conway）
- 「Conway All The World's Fightingships 1906-1922」（Conway）